# Квентін Скіннер
Квентін Скіннер (англ. Quentin Robert Duthie Skinner; 26 листопада 1940) — професор у галузі гуманітарних наук в коледжі Королеви Марії Лондонського університету, історик, філософ, вніс великий внесок у вивчення інтелектуальної історії, один з провідних представників Кембриджської школи історії понять.
Наукові інтереси професора Скіннера лежать в областях інтелектуальної історії Раннього модернізму і політичної філософії XVII століття, зокрема Томаса Гоббса; його дослідження зачіпають філософські питання історії понять, концепцію політичної свободи і характер держави.
Квентін Скіннер — автор або співавтор понад 20 книг. Його роботи переведені на 19 мов світу. Його двотомне дослідження The Foundations of the Modern Political Thought 1996 року увійшло в число ста найвидатніших книг, виданих після Другої світової війни.
Співредактор 80 томів наукових праць Кембриджського університету в серії Ideas in Context і 100 томів серії Cambridge texts in the History of Political Thought.

## Біографія
Квентін Скіннер народився 1940 року, недалеко від Манчестера. Він був другим сином Олександра Скіннера і Вініфред Роуз Маргарет. Його батько-колоніальний адміністратор-зробив кар'єру в Західній Африці, мати до весілля працювала вчителем у школі. Сім'я мала шотландські корені, однак Квентін народився і отримав освіту в Англії.
Після закінчення школи у Бедфорді, перед вступом у Кембриджський університет, Скіннер кілька місяців працював вчителем в середній школі поблизу Мейдстона в Кенті. Викладання в переповнених класах вимагало великої відповідальності: Скіннера було всього вісімнадцять, і він був набагато старше своїх учнів. Отриманий досвід надав впевненості у правильному виборі професії.
Історією ідей Скіннер зацікавився ще в школі. Великий вплив на нього справила «Історія західної філософії» Бертран Расселл, книга, яку Скіннер досі вважає зразком наукової прози, і роботи філософа Р. Р. Коллінгвуда.
Серед тих, хто вплинув на вибір його професії, Скіннер називає шкільного вчителя Джона Айра(John Eyre), який викладав англійську літературу та історію.
В університеті Скіннер починає вивчати історію філософії, особливо його захоплювала інтелектуальна історія і він розуміє, що це саме те, чим він хотів займатися. Тому, коли Скіннеру запропонували зайнятися науковою роботою, він вважає це природним розвитком своїх життєвих цілей, так як вже не уявляв себе в іншій професії.
1962 року Скіннер був запрошений викладати історію в Christs коледж Кембриджського університету, хоча не мав на той час наукового ступеня та досвіду роботи. Він згадує, що в ті роки, коли лише 4 % молодих людей отримували вищу освіту, успішно зданих випускних іспитів виявилося достатньо, щоб його прийняли в штат коледжу, де він викладав аж до 2008 року.
У середині 1970-х Скіннер стажувався в інституті перспективних досліджень у Принстоні.
2008 року професор Скіннер був запрошений в коледж Queen Mary Лондонського університету.

### Сімейний стан
Дружина — Сьюзен Джеймс — професор філософії Лондонського університету. У них є син і дочка.

## Наукова діяльність

### Кембриджська школа історії понять
Професор Скіннер — один з основоположників Кембриджської школи історії понять поряд з Джоном Дунном і Джоном Пококом.
Новизна розробленого цією школою підходу до дослідження політичної теорії та історії політичної думки полягає в тому, що мова в його рамках розглядається як невід'ємна частина тієї реальності, яку він описує. Таке бачення політичної реальності припускає, що саме знання про політичні процеси політично.
Професор Скіннер розробив нову методику вивчення історії понять, довівши, що:
- жодне, навіть найуважніше прочитання тексту не гарантує правильну інтерпретацію його сенсу.
- вивчення контексту допомагає «пояснити» текст, але не «зрозуміти» його.
- орієнтація на вивчення «вічних» ідей пов'язана з неадекватністю самого тези про наявність певних незмінних понять.

За Скіннером, в історії йдеться не про відтворення постійних ідей, а про звернення до «однієї» теми, тож необхідно зосередити увагу на аналізі різноманітних висловлювань - розуміння мовної інновації дозволяє зрозуміти і політичні зміни.
Згідно з установками Кембриджської школи, всі об'єкти «реальності» дані нам через поняття, з допомогою яких ми описуємо їх.
Професор Скіннер звертається до філософії Людвіга Вітгенштейна, який закликав досліджувати не значення слів, а їх вживання, і пропонує техніку «розпаковування понять»
Істотну роль у побудовах професора Скіннера грають поняття:
- конвенція
- іллокутивна сила дії
- активна адаптаційна логіка інновацій

Використання запропонованої Скіннером методології при вивченні так званих «вічних цінностей» виявляє їхню абсолютну історичну випадковість. Усвідомлення випадковості цього за допомогою вивчення минулого є, за Скіннером, ключем до критичного переосмислення сучасних реалій.

### Основні роботи
«Visions of politics» - тритомне видання, що включає як нові, так і раніше видані, написані за останні чотири десятиліття, статті, в яких знайшли відображення наукові концепції професора Скіннера.
- У першому томі «Regarding method» професор Скіннер пояснює принципи, що визначають стратегію дослідження і покликані сприяти захисту особливого погляду на читання і трактування історичних текстів, важливість вивчення нормативного словника, що описує політичну дію і пропонує особливу процедуру дослідження риторики.

За Скіннером, інтелектуальним історикам слід звертати увагу не тільки і навіть не стільки на канон так званих класичних текстів, а на те місце, яке ці тексти займають в більш широких традиціях і парадигмах думки.
- Другий том, «Renaissance Virtues», включає найбільш значущі статті професора Скіннера про політичної думки в Італії періоду Ренесансу — дослідження текстів таких філософів, як Ніколло Макіавеллі, Томаса Мора, Джона Мільтона, а також знаменитого циклу фресок на тему Доброго і Злого правління, виконаного художником Амброджо Лоренцетті в сиенском Палаццо Пубблико.
- У третьому томі «Hobbes and Civil Science» досліджується еволюція і характер політичної думки Томаса Гоббса про свободу, що може бути прочитане як критичний коментар цінностей цивільних чеснот Ренесансу. Скіннер пояснює, що в його «бачення політики» історичний інтерес лежить в порівнянні двох протилежних поглядів на пріоритети суспільного життя, один з яких вважає суверенітет привілеєм громадян, інший — привілеєм держав. Згідно з одним, пріоритетним вважаються права громадян, згідно іншого — обов'язки. Питання про примирення цих дивергентних поглядів залишається центральною проблемою в сучасній політичній думці.

#### «Свобода до лібералізму»
«Свобода до лібералізму» («Liberty before Liberalism») - розширений варіант інавгураційній лекції, прочитаної професором Скіннером в Кембриджському університеті 12 листопада 1997 року в якості Королівського професора нової історії.
Автор прагне витягти з небуття і реабілітувати неоримську теорію вільних громадян і вільних держав, яка стала впливовою в ході Англійської революції XVII століття. Потім вона була спрямована проти правлячої олігархії Британії XVIII століття, а ще пізніше використовувалася для захисту революції розпочатої американськими колоністами проти британської корони.
Але ідеологічний тріумф лібералізму істотно дискредитував неоримську теорію, тоді як суперничає з нею теорія волі, втілена в класичному лібералізмі, поступово зайняла провідні позиції в англомовній політичній філософії.
Мета дослідження-поставити під сумнів ліберальну гегемонію. Скіннер пише: «Я намагаюся помістити неоримску теорію в інтелектуальний і політичний контекст, в якому вона була сформована, вивчити структуру і передумови цієї теорії і тим самим допомогти нам подумати, якщо, звичайно, ми захочемо, про можливі претензії цієї теорії на наші інтелектуальні переваги».
У главі «Свобода і історик» автор переходить в переконливу апологію природи, цілей і завдань інтелектуальної історії та історії ідей. Професор Скіннер полемізує з представниками ортодоксальної теорії, що розглядають канон класичних текстів як єдиний гідний об'єкт дослідження, зокрема, з сером Льюїсом Немиром, аналізує сутність поняття свободи Ісайї Берліна.
Скіннер виявляє конфлікт між успадкованими нами традиціями мислити ліберальна держава, і задає питання про правильність зробленого нами вибору. «Інтелектуальний історик здатний допомогти нам оцінити, якою мірою цінності, втілені в сучасному способі життя і способі мислити ці цінності відображають серію виборів, зроблених між різними можливими світами в ті чи інші історичні епохи»

#### "Стаття The State, опублікована в збірнику «Поняття держави в чотирьох мовах»
У статті «The State» професор Скіннер аналізує становлення терміна «держава» і дає огляд історичного контексту, в якому відбуваються його мовні і понятійні зміни.
Латинське слово status, поряд з такими еквівалентами з національних мов, як estat, stato і state, стають загальнокультурними у різноманітних політичних контекстах, починаючи з XIV століття. У римському праві слово status означало всякого роду правове становище і стан, про правителів говорилося, що вони володіють особливими estate royal, estat du roi або status rigis.
На цьому ґрунтувалася найдовговічніша риса харизматичної моделі правління, яка поступово була підірвана появою нововременного поняття безособового держави, коли, за твердженням Томаса Гоббса, піддані підкоряються, швидше, державі, ніж персони уряду і що він порахував можливим визначити, як State.
Основна стаття Скіннера доповнена статтями про поняття держави під французькою, фінською та російською мовами.

## Критика
Книга «Meaning and Context: Quentin Skinner and his Critics» включає найбільш обговорювані статті професора Скіннера, в яких укладені основні його ідеї і теорії, і сім статей написаних його критиками, п'ять з яких були опубліковані раніше і дві, написані Джоном Кіном (John Keane) і Чарльзом Тейлором спеціально для цього видання. Завершує книгу розгорнутий коментар професора Скіннера.
Ця книга являє собою систематичний огляд еволюції робіт професора Скіннера і реакцію на них

## Титули та звання
Почесний член Christ коледжу Кембриджського університету. З 1978 року очолював кафедру політичних наук, з 1996 по 2008 рік — Regius професор новітньої історії, у 1999 році — про-віце канцлер Кембриджського університету. З вересня 2008 року — Barber Beaumont професор нового центру історії політичної думки в коледжі Queen Mary Лондонського університету, одним із засновників якого в 1840 році був Барбер Біноут.
Дійсний член академій:
- Британської Академії
- Американської Академії наук і мистецтв
- Європейської Академії.

Відзначений нагородами:
- Мессенджеровські лекції (1983)
- Премія Бальцана (2006)
- Isaiah Berlin Prize Асоціації політичних досліджень
- Lippincott and David Gaston awards Американської асоціації політичних наук
- Wolfston Prize for History
- Babran Prize.

### Книги

#### Як автор
- The Foundations of Modern Political Thought: Volume I: The Renaissance (Cambridge University Press, 1978)
- The Foundations of Modern Political Thought: Volume II: The Age of Reformation (Cambridge University Press, 1978)
- Machiavelli (Oxford University Press, 1981)
- Reason Rhetoric and in the Philosophy of Гоббс (Cambridge University Press, 1996)
- Liberty before Liberalism (Cambridge University Press, 1998)(видано рос.-Квентін Скіннер «Свобода до лібералізму»- СПб. : Изд-во Єуспб, 2006. — 120 с.)
- Visions of Politics: Volume I: Regarding Method (Cambridge University Press, 2002)
- Visions of Politics: Volume II: Renaissance Virtues (Cambridge University Press, 2002)
- Visions of Politics: Volume III: Hobbes and Civil Science (Cambridge University Press, 2002).
- L artiste en philosophie politique (Editions du Seuil, Paris, 2003)
- Гоббс Republican and Liberty (Cambridge University Press, 2008)

#### Як редактор
- (Co-editor and contributor), Philosophy, Politics and Society: Fourth Series (Basil Blackwell, Oxford, 1972)
- (Co-editor and contributor), Philosophy in History " (Cambridge University Press, 1984)
- (Editor and contributor), The Return of Grand Theory in the Human Sciences (Cambridge University Press, 1985)
- (Co-editor and contributor), The Cambridge History of Renaissance Philosophy (Cambridge University Press, 1988)
- (Co-editor), Machiavelli, The Prince (trans. Russell Price) (Cambridge University Press, 1988)
- (Co-editor and contributor), Machiavelli and Republicanism (Cambridge University Press, 1990)
- (Co-editor and contributor), Political Discourse in Early-modern Britain (Cambridge University Press, 1993)
- (Co-editor) Milton and Republicanism (Cambridge University Press, 1995)
- (Co-editor and contributor), Republicanism: A Shared European Heritage, Volume I: Republicanism and Constitutionalism in Early Modern Europe *(Cambridge University Press, 2002)
- (Co-editor and contributor), Republicanism: A Shared European Heritage, Volume II: The Values of Republicanism in Early Modern Europe (Cambridge University Press, 2002)
- (Co-editor and contributor), States and Citizens: History, Theory, Prospects (Cambridge University Press, 2003)
- (Co-editor), Thomas Hobbes: Writings on Common Law and Hereditary Right (The Clarendon Edition of the Works of Thomas Hobbes, Volume XI) (The Clarendon Press, Oxford, 2005)

### Статті
- 2000a: 'Intervista a Quentin Skinner: Conseguire la libertà promuovere l uguaglianza',

Il pensiero mazziniano 3, pp. 118–22.
- 2000b: ‘Entrevista: Quentin Skinner’ in As muitas faces da história, ed. Maria Lúcia Pallares-Burke, Brazilia, pp. 307–39. [Trans. in The New History: Confessions and Conversations, ed. Maria Lúcia Pallares-Burke, Cambridge, 2003.]
- 2002: ‘Encountering the Past: An Interview with Quentin Skinner’ Finnish Yearbook of Political Thought 6, pp. 32–63.
- 2003: ‘La Libertà Politica ed il Mestiere dello Storico: Intervista a Quentin Skinner’, Teoria Politica 19, pp. 177–85.
- 2006: ‘Historia intelectual y acción política: Una entrevista con Quentin Skinner’, Historia y Política 16, pp. 237–58.
- 2007a: ‘Neither text, nor context: An interview with Quentin Skinner’, Groniek: Historisch Tijdschrift 174, pp. 117–33.
- 2007b: ‘La Historia de mi Historia: Una Entrevista con Quentin Skinner’, El giro contextual: Cinco ensayos de Quentin Skinner y seis comentarios, ed. Enrique Bocardo Crespo, Madrid, pp. 45–60.
- 2007c: ‘Intellectual History, Liberty and Republicanism: An Interview with Quentin Skinner’, Contributions to the History of Concepts 3, pp. 102–23.
- 2008: ‘Concepts only have histories’, interview with Quentin Skinner by Emmanuelle Tricoire and Jacques Levy, EspacesTemps, document 3692
- 2016: 'Ideas in Context: Interview with Quentin Skinner' [Архівовано 12 Липня 2017 у Wayback Machine.] by Hansong Li, Chicago Journal of History, pp. 119—127

### Книги про нього
- 1988: Meaning and Context: Quentin Skinner and his Critics, ed. James Tully: Polity Press and Princeton University Press.
- 1996: 'Dossier Quentin Skinner', Krisis 64.
- 2001: Slagmark: Special Number (33) on Quentin Skinner.
- 2003a: Kari Palonen, Quentin Skinner: History, Politics, Rhetoric, Cambridge: Polity Press.
- 2003b: Kari Palonen, Die Entzauberung der Begriffe: Das Umschreiben der politischen Begriffe bei Quentin Skinner und Reinhart Koselleck, Münster.
- 2006: Rethinking the Foundations of Modern Political Thought, ed. Annabel Brett and James Tully, Cambridge: Cambridge University Press.
- 2007: El giro contextual: Cinco ensayos de Quentin Skinner y seis comentarios, ed. Enrique Bocardo Crespo: Madrid: Editorial Tecnos.
- 2007: Emile Perreau-Saussine. Quentin Skinner in context[2], Review of Politics, vol. 68 (1), 2007, pp. 106—122